# Departamento de Energía de Oregón
El Departamento de Energía de Oregón (ODOE, por sus siglas en inglés: Oregon Department of Energy) es la agencia reguladora principal del gobierno del estado de Oregón en los Estados Unidos responsable de los asuntos relacionados con la producción de energía, la conservación y la seguridad relacionada y el impacto ambiental. El Departamento de Energía de Oregón (ODOE) es responsable de más de 40 programas. La misión del departamento es: "Llevar a Oregón a un futuro de energía seguro, limpio y sostenible".
ODOE fue establecida en 1975 por la Asamblea Legislativa de Oregón como la culminación de las recomendaciones de varios grupos de trabajo y grupos de estudio durante varios años.

## Energía en Oregón
La mayor fuente de energía renovable en Oregón es la energía hidroeléctrica, seguida del carbón y el gas natural. La energía hidroeléctrica representa el 42.9% de la energía utilizada en Oregón. La mayoría del consumo de energía de Oregón proviene del transporte, la calefacción y la refrigeración, y la electricidad.

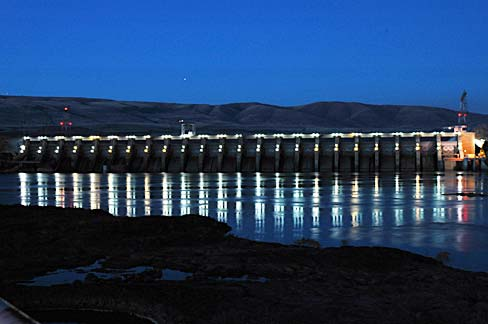
La represa Dalles en el condado de Wasco, Oregón, uno de los productores de energía hidroeléctrica en Oregón.

## Programas de Energías Renovables
De acuerdo con el Estándar de Cartera Renovable (RPS), las fuentes de energía renovable en Oregón están creciendo. El RPS se creó en 2007, pero se actualizó en 2016 para exigir que el 50% del consumo de energía en Oregón deba provenir de energías renovables para el año 2040. El ODOE es responsable de rastrear el progreso hacia esta meta, además de ayudar a instituir formas de alcanzarla a través de varios programas. El ODOE ofrece incentivos para el uso y la creación de energía renovable para empresas y residentes en forma de pagos en efectivo, créditos fiscales, subvenciones y préstamos. Los proveedores que proporcionan fuentes de energía renovable que contribuyen a RPS reciben certificados de energía renovable (REC). Un proveedor recibe una REC por un megaWatt hora de energía renovable. Las reglas completas para establecer la elegibilidad para un REC están enumeradas en las Reglas Administrativas de Oregón. Estas compañías deben presentar formularios de cumplimiento anuales para continuar recibiendo RECs. 
Como uno de los 40 programas del ODOE, el programa Red sirve como un programa de becas para financiar programas de energía renovable. El programa se creó hace cinco años y puede financiar hasta el 35% de los costos de proyectos elegibles. El objetivo del programa es financiar empresas, organizaciones sin fines de lucro y otras organizaciones dentro de Oregón en un esfuerzo por mejorar la tecnología energética en Oregón. En mayo de 2017, el Departamento de Energía de Oregón anunció que el programa Red financiaría 13 nuevas ideas de energía renovable. De los proyectos seleccionados, la electricidad es creada por una gama de energías renovables, que incluyen: biomasa, biogás, fotovoltaica e hidroeléctrica. 

### Proyectos financiados
El ODOE ha financiado, por ejemplo, el alquiler para empresas que construyen paneles solares en Oregón, como SoloPower .